# ヒラール・アル・クドゥス
ヒラール・アル・クドゥス・クラブ（アラビア語: نادي هلال القدس、英: Hilal Al-Quds Club）は、エルサレムをホームタウンとするパレスチナのサッカークラブ。ヒラール・エルサレムとも呼ばれる。クラブはサッカー以外にボクシング、バスケットボール、屋外プール、モスク、舞踏室、ビュッフェ、ショッピングなどの施設で構成されている。
アル・クドゥスはアラビア語でエルサレムのこと。

## タイトル
- ウェストバンク・プレミアリーグ 優勝 (4) : 2011-12, 2016-17, 2017/18, 2018/19.
- パレスチナ・カップ（英語版） 優勝 (3) : 2010-11, 2013-14, 2017/18

## AFC主催大会成績
| 年度 | 大会                  | ラウンド                       | 対戦クラブ                           | ホーム | アウェー | 合計    |
| ---- | --------------------- | ------------------------------ | ------------------------------------ | ------ | -------- | ------- |
| 2013 | AFCプレジデンツカップ | グループC (グループステージ)   | FCバルカン                           | 2-3    | 2-3      | 2位通過 |
| 2013 | AFCプレジデンツカップ | グループC (グループステージ)   | スリランカ・アーミーSC               | 10-0   | 10-0     | 2位通過 |
| 2013 | AFCプレジデンツカップ | グループC (グループステージ)   | ボーウング・ケット・ラバーフィールド | 1-0    | 1-0      | 2位通過 |
| 2013 | AFCプレジデンツカップ | グループB (ファイナルステージ) | FCドルドイ・ビシュケク               | 3-2    | 3-2      | 2位敗退 |
| 2013 | AFCプレジデンツカップ | グループB (ファイナルステージ) | KRL FC                               | 0-2    | 0-2      | 2位敗退 |
| 2015 | AFCカップ             | 予選                           | マナン・マーシャンディ・クラブ       | w/o    |          | 不戦勝1 |
| 2015 | AFCカップ             | プレーオフ                     | アル・ジャイシュ・ダマスカス         |        |          |         |

1 マナン・マーシャンディ・クラブが棄権したため。

## 歴代所属選手
- イスマイール・アル＝アムール
- ムラド・イスマイール・サイード